# Diego el Fillo
Diego el Fillo, artiestennaam van Francisco Ortega Vargas (Puerto Real, 1820 - Sevilla, 1878) was een cantaor (flamencozanger) uit het vroegste tijdperk van de flamenco, wiens naam door zijn stemgeluid – vos afilla - een nog steeds geldende maatstaf werd voor het stemgeluid dat een flamencozanger moest kunnen voortbrengen.

## Biografie
El Fillo leidde een gewoon gitanoleven, hetgeen reizen tussen Cádiz en Sevilla betekende, overal zijn cante ten gehore brengend in de vele taveernes en herbergen langs de route. Hij bracht een aanzienlijke tijd in de wijk Triana van Sevilla door, het zigeuner-mekka van de 19e eeuw voor flamencozangers waar men zich zijn vakmanschap kon meten met dat van de meest gerespecteerde flamenco-artiesten uit dat tijdperk.
In dit tijdperk was flamenco een mysterieuze manier van bestaan. De uitvoerders waren niet zozeer artiesten, maar mensen die zongen als een manier om door hun dagelijkse routines heen te komen. Veel van de flamenco in die tijd werd uitgevoerd in de verschillende smidswerkplaatsen waar de gitanosmeden werkten. In een dergelijke omgeving zou El Fillo de seguiriya de cambio ook wel cabales genoemd hebben ontwikkeld. Hij zong deze cantes al palo secco, dus zonder verdere begeleiding. Deze stijl werd bewaard door Tomas el Nitri, een neef van El Fillo en Silverio Franconetti, een van El Fillo`s studenten.
In een bulerías copla (vers) door Gustavo Adolfo Bequer, uitgevoerd door la Paquera de Jerez wordt een scène in Sevilla beschreven, waarin El Fillo wordt genoemd:
Sólo allá, lejos, se oye el ruido lento y acompasado de las palmas
y una sola voz quejumbrosa y doliente que entona las coplas tristes o
las siguiriyas del Fillo.
Alleen daar in de verte is het trage en ritmische geluid van klappende handen te horen
en één klaaglijke stem vol pijn, die trieste coplas zingt:
de siguiriyas van El Fillo.
Diego el Fillo was afkomstig uit dezelfde clan waartoe ook de Caganchos, een legendarische cantaores-familie in Triana, bekend om hun met duende ('bezielde') uitgevoerde diepe zangstijl (Cante Hondo), hoorden. El Fillo zoog de cantes van Triana in zich op, moderniseerde de oude stijlen en verbeterde veel al bestaande stijlen. Hij was een leerling van El Planeta, die hem de cantes van Tio Luis leerde.
Als "flamenco performer" was Diego el Fillo de eerste die werkelijk werd betaald voor zijn optredens, of het nu met goud, cadeautjes, of vriendschap was. Hij werd als artiest de richtlijn en het format, waarlangs alle zangers uit die tijd werden beoordeeld en gemeten. Ook zijn stemgeluid werd onsterfelijk gemaakt: zijn ruwe, zonder franje, schorre gitano stem werd bekend als voz afilla, een kwaliteit die heden ten dage nog altijd als hoogste gewaardeerd wordt. Deze stijl wordt vaak beschreven als sonidos negros (zwarte geluiden) door mensen die zich bewust zijn van het ‘donkere geheim’ van de cante flamenco, maar kan maar door een paar mensen worden uitgelegd! 
El Fillo was getrouwd met Maria La Andonda, een cantaora uit Utrera die net zo bekendstond om de interpretatie van haar soleares als om haar messen-gevechten. Met haar had hij een zoon, die tot 1881 in Triana woonde. Het volgende copla (vers) gaat over La Andonda:
Yo me creía serrana
que tú a mi no me querías;
y ahora veo claramente
que por mí pierdes la vía
Ook had hij twee broers, ook zangers op hun eigen niveau, niet van het soort als hij zelf was. Curro Palabras (ook: Curro Pabla) en Juan Enueros (Naakte Jan) werden beiden gedood tijdens een messengevecht op straat. Palabras werd gedood door de wraakzuchtige man van zijn geliefde, de moord op Juan Encuero wordt toegeschreven aan Silverio Franconetti, ofschoon dit nooit bewezen werd.
Er bestaat een beroemde seguirya van El Fillo waarin hij vertelt over de moord op zijn broer, maar naar wie hij verwijst als dader zal altijd een mysterie blijven.
Mataste a mi hermano,
no te perdona
Tú le has matao liaito en su capa,
sin jaserte ná.
In Un Baile en Triana beschrijft Serafin Estébanez Calderón Diego el Fillo als een "vreemd figuur die een militaire muts droeg, afgedragen kleding, zijn broek hoog over zijn buik getrokken op de plaats gehouden door een leren riem, de blote voeten in smerige schoenen". Maar dit is een algemeen romantisch geportretteerd beeld, zoals romantische schrijvers uit die tijd dat gewoon waren, dat zeer waarschijnlijk onjuist is.
Belangrijker is El Fillo’s stem, het belangrijkste deel van hem dat overleefde. De voz afilla is een essentieel cante jondo geloofsbrief en het bezit van een dergelijk stemgeluid wordt beschouwd als een gave, een specialiteit die men vaak, maar niet exclusief, bij gitano-cantaores aantreft!
Men zegt dat El Fillo in 1878 in Sevilla overleed, in totale armoede, zijn stem verwoest door alcohol en juerga (feestvieren, wat hard zingen was, want men zong zonder microfoon) als zoveel cantores uit die tijd.